# Hydaticus bimarginatus
Hydaticus bimarginatus är en skalbaggsart som först beskrevs av Thomas Say 1830.  Hydaticus bimarginatus ingår i släktet Hydaticus och familjen dykare. Inga underarter finns listade i Catalogue of Life.